# Expert Review of Anti-Infective Therapy
Expert Review of Anti-Infective Therapy, abgekürzt Expert Rev. Anti-Infect. Ther., ist eine wissenschaftliche Fachzeitschrift, die vom Taylor & Francis-Verlag veröffentlicht wird. Sie erscheint mit zwölf Ausgaben im Jahr. Es werden Arbeiten veröffentlicht, die sich mit dem Gebiet der Pharmakologie beschäftigen.
Der Impact Factor lag im Jahr 2014 bei 3,461. Nach der Statistik des ISI Web of Knowledge wird das Journal mit diesem Impact Factor in der Kategorie Pharmakologie und Pharmazie an 61. Stelle von 254 Zeitschriften geführt.